# بارون تانر
بارون تانر (بالإنجليزية: Barron Tanner)‏ هو لاعب كرة قدم أمريكية أمريكي، ولد في 14 سبتمبر 1973 في أثينا في الولايات المتحدة.

## وصلات خارجية
- بارون تانر على موقع مرجع كرة القدم المحترفة.كوم (الإنجليزية)